# Черекская трагедия
Черекская трагедия (Черекская резня) — события, произошедшие в Черекском ущелье Кабардино-Балкарской АССР, с 27 ноября по 4 декабря 1942 года и приведшие к убийству, силами сводного отряда 11-й СД НКВД, до 1500 мирных жителей. 11-я стрелковая дивизия НКВД получила приказ от командования 37-й армии уничтожить бандповстанческое движение в Средней Балкарии. Поводом к этому послужили захват местными бандитами зенитной пушки районного центра Мухол (которое находилось на левом берегу реки Черек Балкарский) в пределах современного села Верхняя Балкария, а также убийство нескольких солдат РККА. Однако результатом проведенной НКВД операции стало лишь убийство мирных жителей.

## География
Основные события имели место в балкарских селах Черекского района Кабардино-Балкарской АССР: Глашево, Сауту (Сылты), Верхняя Балкария, Верхний Чегет и Кунюм.

## Предыстория
- 7 августа — из-за наступления немецких войск на юге СССР, на территории части Северного Кавказа, включая Кабардино-Балкарскую АССР, вводится военное положение
- 9 августа — захват немцами г. Пятигорска, из-за этого линия фронта смещается и проходит по берегу реки Баксан.
- 25 октября — наступление германских войск на Нальчик, окончившийся прорывом линии обороны 37-й армии.
- 28 октября — оккупация всей территории Кабардино-Балкарской АССР, которая отрезала пути отступлений частей 37-й армии, пытавшиеся выйти из окружения из района Нальчика,
- 1 ноября — 17 ноября — оставшиеся части 37-й армии продвигаются по республике для выхода из окружения. Отступлению войск в районе с. Верхняя Балкария препятствовали действия различных бандгрупп Черекского района, возглавляемые Табаксоевым Б. И., Занкишиевым И. М. (бывший председатель Верхне-Балкарского сельсовета), Асмановым Н. Л., Цакосвым М. Ш., Кучюковым К. 3., Матуевым А. К. и другими. На базе некоторых бандгрупп была создана крупная бандповстанческая организация численностью до 200 человек, которой руководил Жангузаров Я. Д., перешедший на сторону немцев и получивший звание офицера немецкой армии. Штаб находился в с. Верхняя Балкария. Общее руководство организацией осуществлял из г. Нальчика Махарадзе, бывший полковник Красной Армии, так же перешедший на сторону немцев.
- 21 ноября — состоялась перестрелка между бандитами и небольшим гарнизоном 37-й армии. Перестрелка закончилась без потерь, но был сожжен Дом Советов Черекского района, где размещался райком ВКП(б) и райисполком. В связи с этим прекращается работа во всех учреждениях Черекского района.
- 22 — 24 ноября:
  - перестрелка в Черекском ущелье между дезертирами и подразделениями армии. Дезертиры захватили зенитную пушку и уничтожили её расчет.
  - командование 37-й армии отдало приказ уничтожить бандповстанческое движение в Средней Балкарии. Поводом к этому приказу послужили захват дезертирами зенитной пушки, районного центра сел. Мухол, а также убийства нескольких солдат около с. Сауту.

... а) ликвидировать бандгруппу, находящуюся в селении В. Балкария. Принять самые решительные меры по ликвидации бандгруппы. В случае необходимости применять по отношению бандитов и их пособников самые решительные меры вплоть до расстрела на месте, сжигание их построек и имущества...Боевое распоряжение № 0020 ШТАДИВ 11 НКВД. 22.XI.42 г. 16.00... от Е.И. Шикина, командира 11-й стрелковой дивизии НКВД
- 24 ноября — на дороге Голубое озеро — Верхняя Балкария войсками расстреляно пять человек, другие пять мирных жителей арестовываются.
- 25 ноября — 5-х накануне арестованных расстреливают около больницы и все воинские подразделения покидают ущелье....повести самую решительную борьбу с бандитами и их пособниками, уничтожать бандитов и их пособников на месте, сжигать полностью постройки и их имущество, уничтожать все, что может возродить почву для бандитизма. Ни в коем случае не проявлять жалости даже косвенным пособникам…из приказа Е.И. Шикина, командира 11-й стрелковой дивизии НКВД

## Предполагаемый ход событий
- Ночь с 27 на 28 ноября — отряд из 11-й дивизии ВВ НКВД в составе 152 человек, по командованием капитана Ф. Д. Накина и в сопровождении партизан вступают в Черекское ущелье для проведения операции по борьбе с бандитами. Отряд разделился на две группы: 30 человек пошли в селение Глашево, а затем Верхний Чегет. Остальные, во главе с Накининым — на Сауту.
  - Захват с. Сауту сопровождался гибелью, преимущественно мирных, жителей. К утру с. Сауту было оцеплено. Поименно установлено, что в этом селении в течение последующих дней погибло 310 человек, включая 150 детей до 16 лет.
  - c. Глашево так же было захвачено. В ходе ночного захвата было уничтожено 67, также преимущественно мирных, жителей.
- 28 ноября — захватив с. Сауту, отряд Накина двинулся в с. Верхний Чегет, находившееся в 300 метрах. От нескольких сбежавших из с. Сауту, жители близлежащих сёл начали узнавать о произошедшем ночью. Некоторые жители в селениях Нижней, Средней и Верхней Балкарии уходят в горы и формируют отряды повстанцев. Доношу, что с 23.00 настоящего часа веду бой в 5,00 28.11.42 г. очищен кишлак Салты, банда частью из Салты ушла в кишлак В. Балкарию. Трупов насчитывается до 1200 человек. 1) Сила противника в кишлаке В. Балкария насчитывается по показу заложников до 150 чел. Вооружение винтовки стан. и руч. пулеметы и. пушка, попытка овладеть В. Балкарией захлебнулась. 2) По данным заложников, в Мухоле насчитывается 80 чел. немецких автоматчиков и до 200 бандитов вооруженных тоже, говорят, что имеют пушки. В 16.00 от противника Мухол получил ультиматум, который посылаю вам. Замысел противника. овладеть всеми способами и оседлать дорогу, идущую на фанерный завод, данный замысел противника установил наблюдением. Имею потери 2 красноармейца и 5 раненых. Решил овладеть дорогой, идущей на фан. завод, и высоты 3150. Занять круговую оборону кишлак, Салты. Жду дальнейших указаний. Довожу до сведения, что начиная с кишлака Зилги и кончая кишлаком Шканты население восстало полностьюИз донесения капитана Ф. Д. Накина к Е. И. Шишкину
- 29 ноября —
- 30 ноября — отряд Накина захватил с. Верхняя Балкария и Кунюм. Из донесения Накина: «в 5.00 30.11.42 г. овладел кишлаком В. Балкария и Кюнюм. В течение дня вел уничтожение населения и построек… взорвал склад с боеприпасами. Уничтожено 300 человек. За период с 27.11.42 по 30.11.42 г. уничтожено пять населенных пунктов В. Балкария, Сылты, Кунюм, В. Чегет и Глашево, из них три первых сожжено. Уничтожено до 1500 человек. По указаниям заложников уничтожено 90 человек бандитов, 400 (мужчин), могущих носить оружие, а остальные — женщины и дети. Пушка взята…»
- 1 декабря — расстрелы мирных жителей прекратились.Ваше донесение получил. Дальнейшая задача продолжить очищать населенные пункты, в первую очередь Myхол… Примите меры к разведке маршрута Средняя Балкарня-Жемтала, откуда якобы бандиты поддерживают связь с немцами. Немедленно принимайте меры к уборке трупов, используя для этого местное население. Пушку вытаскивайте тоже силами населения, если. таковое осталось, если нет, то держите при себе до благоприятного моментаИз ответа Е. И. Шикина на донесение Ф. Д. Накина
- 2 декабря —
- 3 декабря — Выходит приказ от командующего 37-армии П. М. Козлова к Е. И. Шикину, требующий установления истинного положения, уточнения сведении об убитых пособниках бандитов. Есть мнение, что цифра 1500 казалась ему большой и есть напрасные жертвы. В приказе Шикину распоряжение об указании отряду НКВД не трогать местных жителей, не имеющих отношения к бандитам.
- 4 декабря — у с. Шаурдат, повстанцы, предположительно 40 человек, вступают в бой с отрядом Накина, но те без потерь уходят.
- 5 декабря — повстанцы арестовывают 5-х партизан, обвиняя их в пособничестве, один из повстанцев их расстреливает в отместку за родственника.
- 7 декабря — комдив Козлов в очередном приказе распоряжается установить связь с ротой 1157-го стрелкового полка, которая располагается на перевале, и совместно с отрядом Накина освободить Среднюю Балкарию от «бандитов».
- 14 декабря — расформирование 11-й СД НКВД, с передачей её частей в распоряжение 2-й гвардейской дивизии.

## Расследование
По заявлению родственников погибших, военной прокуратурой Северо-Кавказского военного округа было проведено предварительное расследование. Комиссия Президиума Верховного Совета КБР, изучившая материалы о событиях в Черекском ущелье установила, что погибло около 700 мирных жителей, из которых поименно установлены 367, в том числе 150 детей, сожжено 519 домов. 19 ноября 1992 года комиссия признала указанные события актом геноцида.